# Siegfried Schick (Musiker)
Siegfried Schick (* im 20. Jahrhundert in München) ist ein deutscher Pianist, Kapellmeister und Dirigent sowie ehemaliger Hochschullehrer.

## Leben
Siegfried Schick wurde in München geboren als Sohn eines Violinisten und Konzertmeisters, bei dem er schon im Alter von fünf Jahren seinen ersten Klavierunterricht erhielt. Im Alter von zehn Jahren wurde Schick in die staatliche Münchner Musikschule „Waltershausen Seminar“ aufgenommen, in der in den Fächern Dirigat und Klavier später seine Abschlussprüfung bestand.
Nach seinem Schulabschluss studierte Schick die Fächer Klavier und Dirigat an der Musikhochschule München. Zudem leitete er in der bayerischen Landeshauptstadt auch mehrere Jahre den Chor am Theater am Gärtnerplatz. Darüber wirkte er viele Jahre als Liedbegleiter, Dirigent von Orchesterkonzerten und Pianist. Insbesondere seine Solo-Konzerte wurden von bayerischen und norddeutschen Radiosendern übertragen.
In der niedersächsischen Landeshauptstadt Hannover wirkte der Konzertpianist und Dirigent von 1979 bis 2003 als musikalischer Leiter des Ärzteorchesters Hannover. Mit diesem semi-professionellen Orchester hauptsächlich aus Medizinern unternahm Schick Konzertreisen durch Europa, Nordafrika, in den Nahen Osten und Südamerika.
Rund ein Jahrzehnt wirkte Siegfried Schick zudem sowohl als Chorleiter als auch als Musikdirektor an der Staatsoper Hannover, bevor er als Professor an die dortige Hochschule für Musik und Theater berufen wurde, an der er bis 2004 lehrte.
Im Jahr 2006 wirkte Siegfried Schick im Königreich Thailand, wo er in der Hauptstadt Bangkok sowohl konzertierte als auch als Gastdozent am dortigen College of Musik an der Mahidol-Universität unterrichtete.

## Tonträger (Auswahl)
- Friedrich-Wilhelm Tebbe (Dirigent), Siegfried Schick (Klavier): Lerchengesang, Konzert der Schaumburger Märchensänger, CD (12 cm), [S.l.]: Leuenhagen und Paris, [1989?]
- David-Friedrich Tebbe (Violine), Friedrich Wilhelm Tebbe (Dirigent), Siegfried Schick (Klavier): Große Musik in der Residenzstadt Bückeburg, Schaumburger Märchensänger und Bückeburger Bach-Orchester mit Werken von G. Rossini, Joh. Chr. F. Bach, W. Kienzl, R. Sahla und Ludwig van Beethoven, Münster (Westfalen): Christoph Schulz, CD (12 cm) mit Beiheft, [2009?]